# ROCKS (HOUND DOGの曲)
「ROCKS」（ロックス）は、HOUND DOGの楽曲である。作詞は松尾由紀夫、作曲は蓑輪単志による。
オリジナルのシングルは、11枚目のシングルとして1986年8月27日にCBS・ソニー（現・ソニー・ミュージックレコーズ）から発売された。同年12月21日に発売された8枚目のオリジナル・アルバム『LOVE』の先行シングルである。
のち、ベスト・アルバムへの収録時に「R★O★C★K★S」と改題した。
2002年にテレビ東京系アニメ『NARUTO -ナルト-』の初代オープニングテーマに使用されたのを受け、カップリングをオリジナルの「LONG WAY HOME」から「ff (フォルティシモ)」に替え、38枚目のシングルとして同年11月20日にソニー・ミュージックハウス（現・ソニー・ミュージックダイレクト）からシングルが再発売された。

## シングル

### ROCKS（1986年）
全作曲・編曲：蓑輪単志
1. ROCKS
作詞：松尾由紀夫
2. LONG WAY HOME
作詞：松井五郎

### R★O★C★K★S（2002年）
全作詞：Yukio Matsuo、作曲・編曲：Hitoshi Minowa
1. R★O★C★K★S
2. ff (フォルティシモ)

## 収録アルバム
『LOVE』のみ「ROCKS」、以後は「R★O★C★K★S」のタイトルで収録されている。
- LOVE（1986年12月21日発売）
- GOLDEN J-POP/THE BEST ハウンド・ドッグ（1997年11月21日発売）
- THE BEST 〜INNOCENT DAYS〜（1998年8月21日発売）
- NARUTO -ナルト- オリジナルサウンドトラック（2003年3月19日発売）
- NARUTO Best Hit Collection（2004年8月4日発売）